# Великотокмацький повіт
Великотокма́цький пові́т — адміністративно-територіальна одиниця Запорізької губернії з центром у місті Великий Токмак.

## Географія
Великотокмацький повіт розташовувався на південному сході Запорізької губернії. Проіснував із 23 березня 1921 р. по 1 грудня 1922 р.
Станом на 1921 рік складався із 12 волостей:
| №  | Назва волості                |
| -- | ---------------------------- |
| 1  | Богданівська                 |
| 2  | Велико-Токмацька             |
| 3  | Вербівська                   |
| 4  | Копанська                    |
| 5  | Мало-Токмацька               |
| 6  | Молочанська (Гальбштадтська) |
| 7  | Ново-Григорівська            |
| 8  | Ново-Михайлівська            |
| 9  | Петропавлівська              |
| 10 | Пришибська                   |
| 11 | Солодко-Балківська           |
| 12 | Чернігівська                 |